# John Browne
Edmund John Philip Browne (Hamburgo, 20 de fevereiro de 1948) é um diretor executivo, ex-diretor executivo da BP e presidente da Royal Academy of Engineering. 

## Renúncia
Lord Browne renunciou ao cargo de CEO da BP em 1 de maio de 2007, após a aprovação concedida por uma corte britanica a um jornal em relação à publicação de histórias supostamente ligadas à sua vida pessoal e mal uso do fundos da companhia.